# 2013-as U21-es labdarúgó-Európa-bajnokság
A 2013-as U21-es labdarúgó-Európa-bajnokság volt a 19. labdarúgótorna ebben a korosztályban. A tornát Izraelben rendezték június 5. és 18. között. Az Eb-t Spanyolország nyerte, története során negyedik alkalommal.
2011. január 27-én Nyonban, Svájcban jelentették be hivatalosan, hogy Izrael lesz a torna házigazdája.

## Selejtezők
2011. február 3-án tartották a selejtező csoportjainak sorsolását. Izrael rendező országként automatikusan tagja volt a nyolcas döntőnek. A többi 52 válogatott csapat selejtezőmérkőzéseken harcolhatta ki az Európa-bajnoki részvételt. A selejtezők 2011. március 25-én kezdődtek el. A tíz csoportgyőztes és a négy legjobb második helyezettek jutottak tovább.

## Résztvevők
- Anglia
- Hollandia
- Izrael (rendező)
- Németország
- Olaszország
- Oroszország
- Norvégia
- Spanyolország

## Helyszínek
Az Európa-bajnokságnak négy város (Jeruzsálem, Netánja, Petah Tikva és Tel-Aviv) négy stadionja szolgált helyszínül.
| Jeruzsálem               | Jeruzsálem Netánja Petah Tikva Tel-Aviv | Netánja                  |
| ------------------------ | --------------------------------------- | ------------------------ |
| Teddy Stadion            | Jeruzsálem Netánja Petah Tikva Tel-Aviv | Netanya Stadion          |
|                          | Jeruzsálem Netánja Petah Tikva Tel-Aviv |                          |
| Befogadóképesség: 31 733 | Jeruzsálem Netánja Petah Tikva Tel-Aviv | Befogadóképesség: 13 610 |
| Petah Tikva              | Jeruzsálem Netánja Petah Tikva Tel-Aviv | Tel-Aviv                 |
| HaMoshava Stadion        | Jeruzsálem Netánja Petah Tikva Tel-Aviv | Bloomfield Stadion       |
|                          | Jeruzsálem Netánja Petah Tikva Tel-Aviv |                          |
| Befogadóképesség: 11 500 | Jeruzsálem Netánja Petah Tikva Tel-Aviv | Befogadóképesség: 14 413 |

## Csoportkör
| Jelmagyarázat                                                   |
| --------------------------------------------------------------- |
| A csoportok első és második helyezettje bejutott az elődöntőbe. |
| A csoportok harmadik és negyedik helyezettjei kiestek.          |

Valamennyi időpont közép-európai nyári idő szerint (UTC+2) van feltüntetve.

### A csoport
| Csapat      | M | Gy | D | V | G+ | G– | Gk | P |
| ----------- | - | -- | - | - | -- | -- | -- | - |
| Olaszország | 3 | 2  | 1 | 0 | 6  | 1  | +6 | 7 |
| Norvégia    | 3 | 1  | 2 | 0 | 6  | 4  | +2 | 5 |
| Izrael      | 3 | 1  | 1 | 1 | 3  | 6  | −3 | 4 |
| Anglia      | 3 | 0  | 0 | 3 | 1  | 5  | −4 | 0 |

| 2013. június 5. 19:00 |

| Izrael                            | 2–2               | Norvégia                 |
| --------------------------------- | ----------------- | ------------------------ |
| Biton 16' (11-esből) Turgeman 71' | (1–1) Jegyzőkönyv | Pedersen 24' Singh 90+2' |

| Netanya Stadion, Netanja Játékvezető: Paweł Gil (lengyel) |

| 2013. június 5. 21:30 |

| Anglia | 0–1               | Olaszország |
| ------ | ----------------- | ----------- |
|        | (0–1) Jegyzőkönyv | Insigne 79' |

| Bloomfield Stadion, Tel-Aviv Játékvezető: Antony Gautier (francia) |

| 2013. június 8. 19:00 |

| Anglia                | 1–3               | Norvégia                             |
| --------------------- | ----------------- | ------------------------------------ |
| Dawson 57' (11-esből) | (0–2) Jegyzőkönyv | Semb Berge 15' Berget 34' Eikrem 52' |

| HaMoshava Stadion, Petah Tikva Nézőszám: 6150 Játékvezető: Serhiy Boiko (ukrán) |

| 2013. június 8. 21:30 |

| Olaszország                                  | 4–0               | Izrael |
| -------------------------------------------- | ----------------- | ------ |
| Saponara 18' Gabbiadini 42' 53' Florenzi 71' | (2–0) Jegyzőkönyv |        |

| Bloomfield Stadium, Tel-Aviv Nézőszám: 13 750 Játékvezető: Ovidiu Hațegan (román) |

| 2013. június 11. 19:00 |

| Izrael    | 1–0               | Anglia |
| --------- | ----------------- | ------ |
| Kriaf 80' | (0–0) Jegyzőkönyv |        |

| Teddy Stadion, Jeruzsálem Nézőszám: 22 183 Játékvezető: Serhiy Boiko (ukrán) |

| 2013. június 11. 19:00 |

| Norvégia                  | 1–1               | Olaszország      |
| ------------------------- | ----------------- | ---------------- |
| Strandberg 90' (11-esből) | (0–0) Jegyzőkönyv | Bertolacci 90+4' |

| Bloomfield Stadium, Tel-Aviv Nézőszám: 7130 Játékvezető: Ivan Bebek (horvát) |

### B csoport
| Csapat        | M | Gy | D | V | G+ | G– | Gk | P |
| ------------- | - | -- | - | - | -- | -- | -- | - |
| Spanyolország | 3 | 3  | 0 | 0 | 5  | 0  | +5 | 9 |
| Hollandia     | 3 | 2  | 0 | 1 | 8  | 6  | +2 | 6 |
| Németország   | 3 | 1  | 0 | 2 | 4  | 5  | −1 | 3 |
| Oroszország   | 3 | 0  | 0 | 3 | 2  | 8  | −6 | 0 |

| 2013. június 6. 19:00 |

| Spanyolország | 1–0               | Oroszország |
| ------------- | ----------------- | ----------- |
| Morata 82'    | (0–0) Jegyzőkönyv |             |

| Teddy Stadion, Jeruzsálem Nézőszám: 8127 Játékvezető: Matej Jug (szlovén) |

| 2013. június 6. 21:30 |

| Hollandia                       | 3–2               | Németország                    |
| ------------------------------- | ----------------- | ------------------------------ |
| Maher 24' Wijnaldum 38' Fer 90' | (2–0) Jegyzőkönyv | Rudy 47' (11-esből) Holtby 81' |

| HaMoshava Stadion, Petah Tikva Nézőszám: 10 248 Játékvezető: Ivan Bebek (horvát) |

| 2013. június 9. 19:00 |

| Hollandia                                               | 5–1               | Oroszország   |
| ------------------------------------------------------- | ----------------- | ------------- |
| Wijnaldum 38' De Jong 61' John 69' Hoesen 83' Fer 90+2' | (1–0) Jegyzőkönyv | Cheryshev 65' |

| Teddy Stadion, Jeruzsálem Nézőszám: 8589 Játékvezető: Antony Gautier (francia) |

| 2013. június 9. 21:30 |

| Németország | 0–1               | Spanyolország |
| ----------- | ----------------- | ------------- |
|             | (0–0) Jegyzőkönyv | Morata 86'    |

| Netanya Stadion, Netanja Nézőszám: 11 750 Játékvezető: Paweł Gil (lengyel) |

| 2013. június 12. 19:00 |

| Spanyolország                     | 3–0               | Hollandia |
| --------------------------------- | ----------------- | --------- |
| Morata 26' Isco 32' Vázquez 90+1' | (2–0) Jegyzőkönyv |           |

| HaMoshava Stadion, Petah Tikva Nézőszám: 10 024 Játékvezető: Ovidiu Hațegan (román) |

| 2013. június 12. 19:00 |

| Oroszország  | 1–2               | Németország                      |
| ------------ | ----------------- | -------------------------------- |
| Dzagojev 22' | (1–1) Jegyzőkönyv | Herrmann 34' Rudy 69' (11-esből) |

| Netanya Stadion, Netanja Nézőszám: 9500 Játékvezető: Matej Jug (szlovén) |

## Egyenes kieséses szakasz
|  |            |               |             |             |   |               |               |       |
|  | Elődöntők  | Elődöntők     | Elődöntők   |             |   | Döntő         | Döntő         | Döntő |
|  | Elődöntők  | Elődöntők     | Elődöntők   |             |   | Döntő         | Döntő         | Döntő |
|  | június 15. |               |             |             |   |               |               |       |
|  |            |               |             |             |   |               |               |       |
|  | A1         | Spanyolország | 3           |             |   |               |               |       |
|  | A1         | Spanyolország | 3           | június 18.  |   |               |               |       |
|  | B2         | Norvégia      | 0           |             |   |               |               |       |
|  | B2         | Norvégia      | 0           |             |   | Spanyolország | Spanyolország | 4     |
|  | június 15. |               |             |             |   | Spanyolország | Spanyolország | 4     |
|  |            |               | Olaszország | Olaszország | 2 |               |               |       |
|  | B1         | Olaszország   | Olaszország | Olaszország | 2 | 1             |               |       |
|  | B1         | Olaszország   |             |             |   |               |               |       |
|  | A2         | Hollandia     | 0           |             |   |               |               |       |
|  | A2         | Hollandia     | 0           |             |   |               |               |       |
|  |            |               |             |             |   |               |               |       |

### Elődöntők
| 2013. június 15. 18:30 |

| Spanyolország                       | 3–0               | Norvégia |
| ----------------------------------- | ----------------- | -------- |
| Rodrigo 45+1' Isco 87' Morata 90+3' | (1–0) Jegyzőkönyv |          |

| Netanya Stadion, Netanja Nézőszám: 12 048 Játékvezető: Serhiy Boiko (ukrán) |

| 2013. június 15. 21:30 |

| Olaszország | 1–0               | Hollandia |
| ----------- | ----------------- | --------- |
| Borini 78'  | (0–0) Jegyzőkönyv |           |

| HaMoshava Stadion, Petah Tikva Nézőszám: 10 123 Játékvezető: Ovidiu Hațegan (román) |

### Döntő
| 2013. június 18. 19:00 |

| Spanyolország                                    | 4–2               | Olaszország             |
| ------------------------------------------------ | ----------------- | ----------------------- |
| Thiago 6' 31' 38' (11-esből) Isco 66' (11-esből) | (3–1) Jegyzőkönyv | Immobile 10' Borini 80' |

| Teddy Stadion, Jeruzsálem Nézőszám: 29 300 Játékvezető: Matej Jug (szlovén) |

| A 2013-as U21-es labdarúgó-Európa-bajnokság győztese |
| ---------------------------------------------------- |
| · Spanyolország · 4. cím                             |

## Gólszerzők
4 gólos
| - Álvaro Morata |

3 gólos
- Isco
- Thiago Alcântara

2 gólos
| - Sebastian Rudy - Manolo Gabbiadini | - Fabio Borini - Georginio Wijnaldum | - Leroy Fer |

1 gólos
| - Craig Dawson - Lewis Holtby - Patrick Herrmann - Alon Turgeman - Nir Biton - Ofir Kriaf - Alessandro Florenzi - Andrea Bertolacci - Ciro Immobile | - Lorenzo Insigne - Riccardo Saponara - Adam Maher - Danny Hoesen - Luuk de Jong - Ola John - Fredrik Semb Berge - Harmeet Singh | - Jo Inge Berget - Magnus Wolff Eikrem - Marcus Pedersen - Stefan Strandberg - Alan Dzagojev - Denis Cheryshev - Álvaro Vázquez - Rodrigo |